# آنا ماريا هورسفورد
آنا ماريا هورسفورد (بالإنجليزية: Anna Maria Horsford)‏ هي ممثلة أمريكية، ولدت في 6 مارس 1948 في الولايات المتحدة.

## وصلات خارجية
- آنا ماريا هورسفورد على موقع IMDb (الإنجليزية)
- آنا ماريا هورسفورد على موقع قاعدة بيانات الأفلام العربية
- آنا ماريا هورسفورد على موقع أول موفي (الإنجليزية)
- آنا ماريا هورسفورد على موقع إن إن دي بي (الإنجليزية)
- آنا ماريا هورسفورد على موقع قاعدة بيانات الفيلم (الإنجليزية)
- آنا ماريا هورسفورد على موقع ليتربوكسد (الإنجليزية)